# Famille Burchard
Pour l’article ayant un titre homophone, voir Burchard.
Cette page explique l’histoire ou répertorie les différents membres de la famille Burchard.
La 'famille Burchard (Burchard von Bélavary de Sycava) est une famille d'origine hongroise qui a donné du XVIe siècle à la fin du XIXe siècle dix générations de docteur-pharmaciens (voir Raeapteek) à Tallinn, en Estonie.

## Descendance
```
Voir la 
famille Burchard-Bélaváry

│
├──> 
Johannes Burchart I
 (1546-1616), pharmacien de Tallinn.
       x Anne 
von Kampferbeck
 (†1603) 
       │
       ├──> 
Johannes Burchart (von Bélavary de Sycava) II 
cf
 (1585-1636), pharmacien de Tallinn.
             x Dorothé 
von Spreckelsen

             │
             ├──> 
Johannes Burchart (von Bélavary de Sycava) III 
cf
 (1605-1671), pharmacien de Tallinn.
                    x  Catharina Elisabeth 
von Thieren

                    │
                    ├──> 
Johannes Burchart (von Bélavary de Sycava) IV 
cf
 (1651-1691), pharmacien de Tallinn.
                           x Catherine Cahl (1656-1710)
                           │ 
                           ├──> 
Johannes Burchart (von Bélavary de Sycava) V
 (1683-1738), docteur en médecine, pharmacien de Tallinn.
                                  x Marie Wengler (1688-1743)
                                  │   
                                  ├──> 
Johannes Burchart (von Bélavary de Sycava) VI
 (1718-1756), docteur en médecine, pharmacien de Tallinn.
                                         x1747 Margarethe Elisabeth 
von Wistinghausen
 (1730-1801) 
                                         │
                                         ├──> 
Johannes Burchart (von Bélavary de Sycava) VII
 (1748-1808), docteur en médecine, pharmacien de Tallinn.
                                                x1774 Dorothee Schumacher d'Unnipitch 
                                               │ 
                                                ├──> 
Johannes Burchart (von Bélavary de Sycava) VIII
 (1776-1838), docteur en médecine, pharmacien de Tallinn.
                                                       x Elisabeth Bluhm (1783-1860) 
                                                       │
                                                       ├──> 
Johannes Burchart(von Bélavary de Sycava) IX
 (1808-1869), docteur, pharmacien de Tallinn.
                                                              x1840 Louise Linde (°1814)
                                                              │
                                                              ├──> 
Johannes Burchart (von Bélavary de Sycava) X
 (1843-1891), docteur, pharmacien à Tallinn. Sans postérité, il est le dernier de la dynastie de pharmaciens Burchart (1560-1911), la pharmacie étant reprise à sa mort par l'une de ses sœurs jusqu'en 1911.                                                         
                                                       x
                                                       │
                                                       ├──> 
Moritz Burchart
 (von Bellavary de Sycava) (1811-1836), docteur en médecine et pharmacien à Tallinn. Il étudie à l'
Université de Tartu
 (1830-1836) et meurt avant son père Joahnn VIII.
```

Voir pour chacun l'article qui lui est consacré.

## Pour approfondir